# NRW.INVEST
NRW.INVEST GmbH – instytucja wspierania gospodarki należące w 100% do niemieckiego kraju związkowego Nadrenia Północna-Westfalia (NRW).
Do zadań NRW.INVEST należy akwizycja i wspieranie przedsiębiorstw zagranicznych oraz marketing międzynarodowy promujący Nadrenię Północną-Westfalię jako atrakcyjny region gospodarczy. NRW.INVEST jako centralny ośrodek informacyjny dla inwestorów zagranicznych wspiera międzynarodowe przedsiębiorstwa w realizacji projektów inwestycyjnych na terenie Nadrenii Północnej-Westfalii. Siedzibą główną NRW.INVEST Germany jest Düsseldorf. Poza spółkami-córkami w Japonii i Stanach Zjednoczonych NRW.INVEST GmbH posiada przedstawicielstwa w Wielkiej Brytanii, Chinach, Indiach, Izraelu, Korei, Polsce, Rosji i Turcji. Jedynym udziałowcem i właścicielem NRW.INVEST GmbH jest kraj związkowy Nadrenia Północna-Westfalia.
W 2010 towarzystwo wspierania gospodarki NRW.INVEST świętowało pięćdziesięciolecie swojego istnienia. W momencie założenia, w 1960, ówczesna spółka Rheinisch-Westfälische Industrieförderungsgesellschaft mbH otrzymała od kraju związkowego Nadrenii Północnej-Westfalii zlecenie pozyskiwania inwestycji z różnych dziedzin przemysłu w miejsce przemysłu górniczego, istniejącego tu wcześniej.

## Zadania i usługi
Centra gospodarcze na całym świecie konkurują ze sobą o międzynarodowe inwestycje gospodarcze (FDI), które umożliwiają im utrzymanie konkurencyjnej pozycji na rynku globalnym. Nadrenia Północna-Westfalia konkuruje między innymi z europejskimi metropoliami, takimi jak Londyn, Paryż czy też niderlandzki Randstad oraz innymi aglomeracjami na świecie. W celu promocji kraju związkowego NRW na rynku międzynarodowym jako europejskiego centrum gospodarczego NRW.INVEST oferuje inwestorom zagranicznym usługi serwisowe na każdym etapie zakładania działalności gospodarczej. NRW.INVEST współpracuje w tym zakresie ściśle z rządem krajowym oraz regionalnymi i komunalnymi instytucjami wspierania gospodarki w Nadrenii Północnej-Westfalii. Struktura organizacyjna NRW.INVEST uwzględnia podział na specjalistyczne zespoły według państw i branż. Zarówno zespoły pracujące w NRW.INVEST Germany w Düsseldorfie jak i pracownicy przedstawicielstw i spółek-córek zagranicą przekazują zainteresowanym przedsiębiorcom informacje o Nadrenii Północnej-Westfalii jako atrakcyjnym miejscu na lokalizowanie inwestycji, gospodarce NRW, klastrach branżowych działających w kraju związkowym jak również informują o prawnych i podatkowych aspektach zakładania działalności gospodarczej w Niemczech.
Poza udostępnianiem ogólnych informacji NRW.INVEST udziela potencjalnym inwestorom również wsparcia indywidualnego. Na życzenie inwestora NRW.INVEST może dokonać analizy inwestycji lub pomóc w szukaniu odpowiedniej lokalizacji. Usługi w tym zakresie obejmują również dostęp do bezpłatnej bazy danych powierzchni komercyjnych na portalu Germansite. Na stronie germansite.com inwestorzy znajdą oferty wolnych powierzchni komercyjnych w Nadrenii Północnej-Westfalii. Użytkownikom portalu udostępniane są szczegółowe dane dotyczące położenia geograficznego ponad tysiąca wolnych powierzchni komercyjnych wraz z odpowiednimi danymi kontaktowymi. Portal zawiera również informacje o strukturze gospodarczej i branżowej danej lokalizacji.
NRW.INVEST wspiera inwestorów zagranicznych na różnych etapach realizacji inwestycji od momentu ubiegania się o wizę przez zbieranie danych o rynku docelowym po procedury związane z założeniem firmy i uzyskiwaniem poszczególnych zezwoleń i koncesji. NRW.INVEST pełni często rolę pośrednika pomiędzy inwestorem a organami administracji publicznej, jak na przykład Federalną Agencją Pracy (niem. Bundesagentur für Arbeit), Urzędem ds. Obcokrajowców (Ausländeramt) czy też Urzędem ds. Budownictwa (Bauamt). Po zakończeniu procesu zakładania działalności gospodarczej NRW.INVEST wspiera inwestorów zagranicznych oferując szkolenia i spotkania informacyjne oraz usługi doradcze w zakresie rozszerzania zakresu działalności lub zakładania nowych spółek. NRW.INVEST, jako organizacja działająca globalnie, współpracuje z różnorakimi instytucjami międzynarodowymi. Jest członkiem takich organizacji, jak na przykład Niemiecko-Francuskiej Izby Przemysłowo-Handlowej (niem. Deutsch-Französische Industrie- und Handelskammer), American Chamber of Commerce w Niemczech, British Chamber of Commerce w Niemczech, ChemCologne, ChemSite, Niemiecko-Brytyjskiej Izby Przemysłowo-Handlowej (niem. Deutsch-Britische Industrie- und Handelskammer), oraz Turecko- Niemieckiej Izby Przemysłowo-Handlowej (niem. Türkisch-Deutsche Industrie- und Handelskammer).

## Działalność międzynarodowa
NRW.INVEST z siedzibą główną w Düsseldorfie posiada swoje przedstawicielstwa na całym świecie w formie dwóch spółek-córek i trzynastu biur zamiejscowych. Biura utrzymują kontakty ze światem gospodarki, polityki i administracji w danym państwie, zajmują się promocją Nadrenii Północnej-Westfalii i bezpośrednią akwizycją inwestorów na miejscu.
Od 2007 NRW.INVEST wzmocniło swoją działalność zagraniczną na rynkach wschodzących, tj. w Indiach i Turcji. Ze względu na coraz silniejsze włączenie tych państw w gospodarkę światową należy oczekiwać wyraźnego wzrostu inwestycji zagranicznych.
W związku z powyższym w połowie 2007 NRW.INVEST założyło biuro zamiejscowe w indyjskim mieście Punie, a w styczniu 2008 jako pierwszy niemiecki kraj związkowy otworzyło swoje przedstawicielstwo w Stambule.
O znaczeniu biur zamiejscowych NRW.INVEST najlepiej świadczy przykład Japonii. Starania spółki-córki NRW Japan K.K. oraz intensywne działania akwizycyjne NRW.INVEST doprowadziły do tego, że Nadrenia Północna-Westfalia stała się ważną lokalizacją dla przedsiębiorstw z Japonii. Z uwagi na fakt, że już ponad 600 japońskich firm założyło swoją działalność na terenie NRW, stolicę kraju związkowego Düsseldorf nazywa się również „Małym-Tokio“. NRW.INVEST posiada dodatkowe przedstawicielstwa w Nankinie, Szanghaju, Pekinie, Chengdu, Kantonie, Londynie, Syczuanie, Seulu, Dolinie Krzemowej, Petersburgu, Moskwie, Tel Awiwie i Warszawie (2016-). Druga spółka-córka NRW.INVEST założona w 2008 działa w Chicago.

## Bezpośrednie inwestycje zagraniczne w Nadrenii Północnej-Westfalii
Nadrenia Północna-Westfalia przyciąga przedsiębiorstwa z kraju i zagranicy. 19 z 50 największych niemieckich przedsiębiorstw ma swoje siedziby w NRW (Bayer, Deutsche Post DHL, Deutsche Telekom, E.ON, Henkel, Metro, RWE, Rewe, ThyssenKrupp). Największy udział  w bezpośrednich inwestycjach zagranicznych realizowanych na terenie Niemiec przypada właśnie Nadrenii Północnej-Westfalii. Odnotowany w 2015 udział Nadrenii Północnej-Westfalii w inwestycjach bezpośrednich realizowanych w Niemczech na poziomie 23,3% (172,5 mld euro) jest zdecydowanie najwyższy spośród wszystkich 16 krajów związkowych.
Około 20 tys. zagranicznych przedsiębiorstw z państw, z których pochodzi najwięcej inwestorów, zarządza swoją działalnością na terenie Niemiec i Europy z siedzib położonych w Nadrenii Północnej-Westfalii. Zatem niemal co czwarte zagraniczne przedsiębiorstwo w Niemczech ma swoją siedzibę w Nadrenii Północnej-Westfalii. Na tej liście znajduje się wiele międzynarodowych firm – graczy na globalnym rynku, jak na przykład BP, 3M, Ericsson, Ford, Fujitsu, Huawei, QVC, Toyota, UPS czy też Vodafone. W przedsiębiorstwach zatrudnionych jest łącznie około miliona pracowników.